# آنسرینای آرژانتینی
آنسرینای آرژانتینی (نام علمی: Potentilla anserina) نام یک گونه از زیرخانواده رزوئیده است.